# Kvarter (militärväsen)
Kvarter, kvarterförläggning, kallades förr anordnandet av en trupps vila, då denna ägde rum under tak.
I fredstid benämndes detta förläggningssätt vanligen inkvartering, medan kvarterförläggningen avsåg kriget (inkvartering under fredsövningar förekom i Sverige endast efter frivillig uppgörelse). Man skiljde mellan vidsträckta kvarter eller kantoneringskvarter, i vilka man avsåg att ge varje man sängplats och varje häst stallrum, samt trånga kvarter, då kraven inskränktes till att folk och hästar skulle komma under tak även med begagnande av uthus. Var byggnaderna ändå inte tillräckliga, kunde man förlägga trupperna i kvarterläger eller kvarterbivack, då så stor del som möjligt förlades i trånga kvarter och återstoden bivackerade, vilket var det vanligaste förläggningssättet under pågående rörelser.
Om truppen underhölls genom kvartervärdarnas försorg, benämndes detta kvarterförplägnad; sådan kunde egentligen endast förekomma vid vidsträckta kvarter. Om truppen med befäl vilade fullt klädd och beredd att genast utrycka, kallades kvarteret larmkvarter; detta slag förekom mycket ofta vid förposttjänsten. Under föregående århundradens krig förlades trupperna under de långa uppehållen i rörelserna i vinterkvarter, vilka vanligen var vidsträckta.
Kvarterlista eller kvartersedel kallades en lista över kvarterens fördelning vid trupps inkvartering eller en uppgift på kvarter för varje enskild av befälet eller varje mindre truppavdelning.